# Maraj Lands
Maraj Lands es una localidad de Trinidad y Tobago, que forma parte de la ciudad de San Fernando.

## Geografía
La localidad abarca parte de la isla Trinidad y limita al norte con Marabella y Tarouba, al sur con Vistabella y St. Joseph Village, al este con Tarouba y al oeste con Marabella.

## Demografía
Datos demográficos de la localidad de Maraj Lands:
| Gráfica de evolución demográfica de Maraj Lands entre 2000 y 2011 |
|                                                                   |